# Rio Adar
O rio Adar (ou Khor Adar ), conhecido por Dinka como Yal, é um afluente do Nilo Branco no estado do Alto Nilo, sul do Sudão. Flui para o noroeste a partir da zona húmida Machar  e entra no Nilo Branco, a montante da cidade de Melut. 